# Bureau of Missing Persons
Bureau of Missing Persons è un film del 1933 diretto da Roy Del Ruth. La sceneggiatura di Robert Presnell è basata su un racconto di Carol Bird, adattamento del libro Missing Men di John H. Ayres.